# 卡拉科利
卡拉科利是哥倫比亞的城鎮，位於該國北部，由安蒂奧基亞省負責管轄，距離首府麥德林146公里，始建於1876年，面積260平方公里，海拔高度652米，2005年人口4,747。
6°24′43″N 74°45′38″W / 6.41194°N 74.7606°W